# Mesobolbomyia
Mesobolbomyia – wymarły rodzaj owadów z rzędu muchówek i rodziny kobyliczkowatych, obejmujący tylko jeden znany gatunek: Mesobolbomyia acrai.
Rodzaj i gatunek opisane zostały w 1999 roku przez Davida A. Grimaldiego i Jeffreya M. Cumminga. Opisu dokonano na podstawie inkluzji samicy, pochodzącej z neokomu w kredzie. Odnaleziono ją w Libanie.
Muchówka ta miała ciało długości 2,57 mm przy tułowiu szerokości 1,01 mm. Głowa miała duże, dychoptycznie rozstawione oczy o niezróżnicowanych rozmiarami omatidiach. Biczyk czułka miał drugi i trzeci człon aristowaty, przy czym drugi był bardzo mały. Skrzydła miały 2,32 mm długości. Ich użyłkowanie charakteryzowało się brakiem żyłki medialnej M3 oraz bardzo długim odcinkiem rozwidlonym żyłki radialnej R4+5, zaczynającym się prawie przy żyłce poprzecznej radialno-medialnej, która z kolei leżała za środkiem komórki dyskoidalnej. Druga odnoga przedniej żyłki kubitalnej spotykała pierwszą żyłkę analną daleko przed krawędzią skrzydła.